# Aluizio Cavalcanti Marques
Aluizio Cavalcanti Marques (Recife, 28 de abril de 1902 – Rio de Janeiro, 2 de janeiro de 1965) foi um médico brasileiro.
Especialista em Neurologia, atuou profissionalmente no Rio de Janeiro. Era docente na Universidade do Brasil e professor de Psiquiatria na Pontifícia Universidade Católica da Guanabara.
Foi eleito membro da Academia Nacional de Medicina em 1940, sucedendo Eduardo Rabello na Cadeira 51, que tem João Paulino Marques como patrono.